# Sciafeismo

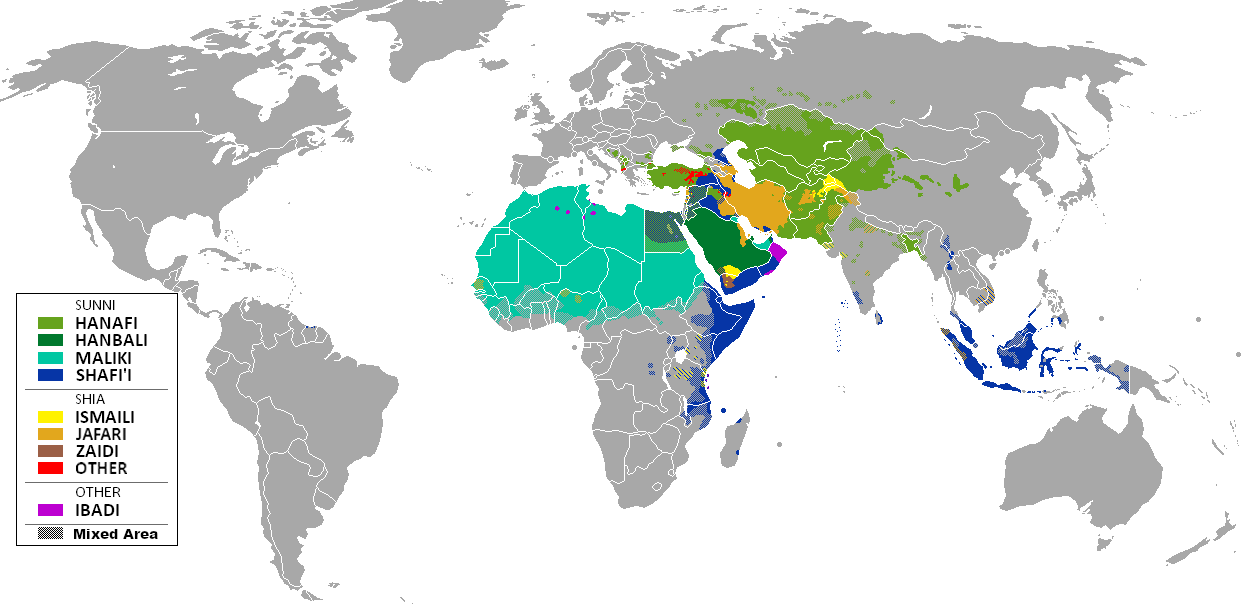
Distribuzione delle scuole giuridico-religiose islamiche nel mondo (il colore blu scuro indica gli sciafeiti).

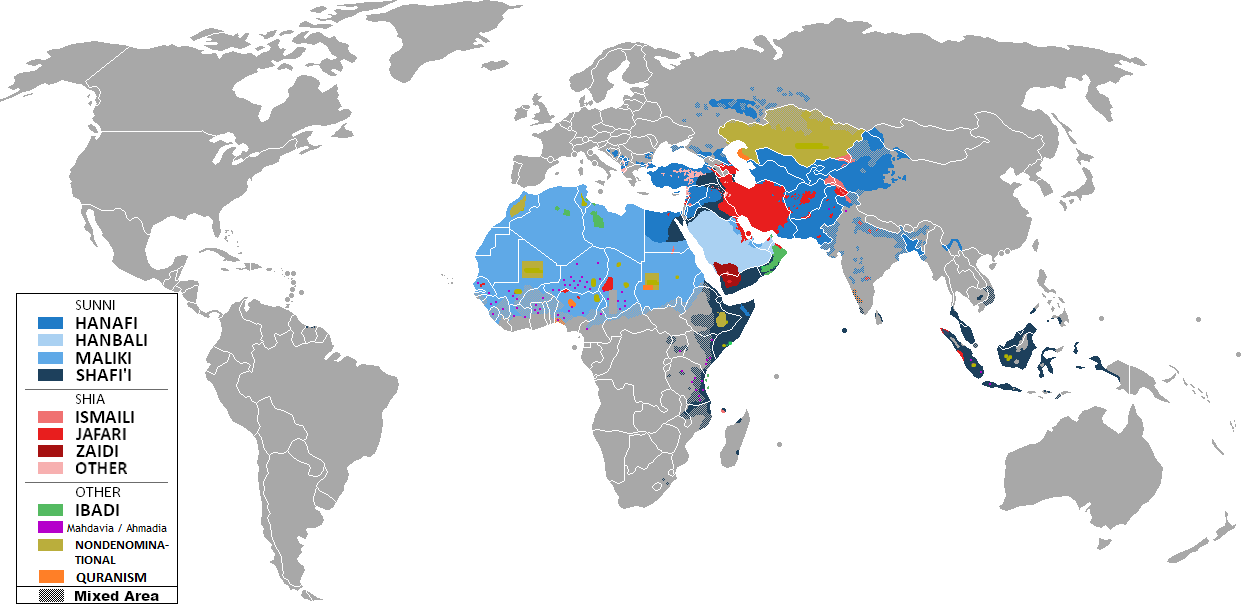
Distribuzione delle scuole giuridico-religiose islamiche nel mondo (il colore blu scuro indica gli sciafeiti).

Lo sciafeismo (o scuola shafi'ita) è uno dei quattro madhhab (scuole giuridico-religiose) islamiche che si occupano delle problematiche connesse alla legge coranica.
La scuola islamica shafi'ita deriva il suo nome da Muhammad ibn Idrīs al-Shāfiʿī, nato nel 767 ad Ascalona (Palestina), cresciuto alla Mecca e sepolto al Cairo nell'820, il cui scopo fu quello di tracciare un sistema giuridico unificato su basi religiose che ricomprendesse una gerarchia delle fonti esplicita. Appartenente alla tribù dei Banu Quraysh, visse in contatto con le tribù beduine, cosa che gli permise di approfondire le proprie conoscenze della poesia e della lingua araba. Studiò giurisprudenza islamica a Medina e proseguì gli studi a Baghdad, dove divenne anche edotto della scuola hanafita. Non fondò personalmente la scuola shafi'ita, che fu opera dunque dei suoi discepoli. La sua metodologia fu adottata anche dalle altre scuole di diritto islamico.
Riteneva che le fonti primarie (Usul al-fiqh) del diritto musulmano fossero: il Corano; i detti e fatti del Profeta (hadīth) facenti parte della Sunna; ijmāʿ, intesa come consenso raggiunto fra tutti i dotti della comunità (Umma); analogia o ragionamento analogico (qiyas), che riconosce una minima indipendenza dell'intelligenza umana nello sforzo di adattare le norme contenute nelle fonti primarie alla realtà variabile della società.
Grazie a lui ḥadīth e sunna del Profeta divennero l'autorità primaria nell'interpretazione delle ingiunzioni coraniche. Hadith e Sunna, secondo al-Shafi'i, sono più importanti del qiyas (analogia) e sono seguite in importanza dall'ijmā‘(consenso) come base legittima della legge.
Quindi Corano, hadīth e sunna, qiyās e ijmā‘' tutti insieme costituiscono gli usul al-fiqh (radici della giurisprudenza), cioè la base sistematica della legge.
Movimento teologico molto seguito in ambito sciafeita è l'asharismo (assunto anche dal malikismo).
Nelle zone del sunnismo oggi sciafeite (Indonesia, Malaysia, Somalia, Yemen, Gibuti e parzialmente Egitto, Iraq, Turchia, Eritrea,  Tanzania, Oman e Mozambico) vi sono alcune enclave di altri madhab o di filosofie specifiche islamiche: per esempio, in Indonesia vi sono zone sciite jafarite o sunnite non denominazionali, in Oman le zone sciafeite hanno comunità ibadite (maggioritarie nel paese) all'interno delle loro aree.